# Remígio
Remígio is een gemeente in de Braziliaanse deelstaat Paraíba. De gemeente telt 17.423 inwoners (schatting 2009).

## Aangrenzende gemeenten
De gemeente grenst aan Areia, Solânea, Esperança, Arara, Pocinhos en Algodão de Jandaíra.

## Verkeer en vervoer
De plaats ligt aan de noord-zuidlopende weg BR-104 tussen Macau en Maceió. Daarnaast ligt ze aan de wegen PB-079 en PB-105.